# Alexandre Rogojkine
Alexandre Vladimirovitch Rogojkine (en russe : Алекса́ндр Влади́мирович Рого́жкин), né le 3 octobre 1949 à Leningrad et mort le 23 octobre 2021 à Saint-Pétersbourg, est un réalisateur soviétique puis russe prolifique.

## Biographie
En 1990, Alexandre Rogojkine se signala au public étranger avec La Garde, dénonciation du bizutage des jeunes recrues de l'Armée Rouge, couronné du prix Alfred-Bauer au 40e Festival international de cinéma de Berlin. Le film Le Tchékiste, d’après le livre panégyrique Chtchepka (« Le ruban ») de Vladimir Zazoubrine, paru en 1923 à la gloire du tchekiste Moïsseï Ouritski, a été projeté à la session Un Certain Regard du Festival de Cannes 1992, puis diffusé sur Arte, en heure tardive en raison de la violence du sujet. Mais Rogojkine est surtout connu pour Le Coucou (Кукушка, Koukouchka) (2002), pour lequel il a été récompensé de l’Aigle d'or du meilleur film et les Grand prix et prix François Chalais du Meilleur scénario du Festival du cinéma russe à Honfleur. Il fut l’un des premiers réalisateurs russes à aborder la guerre de Tchétchénie avec Le Poste (Блокпост, Blokpost) (1998).
Alexandre Rogojkine travaille beaucoup pour la télévision, avec des séries comiques exploitant les cascades, l’auto-dérision et le comique de situation et où la vodka coule à flots : Les particularités de la chasse nationale (1995), Aspects de la pêche en Russie (1998), Aspects de la chasse d'hiver en Russie (2000), La politique en Russie (2003), Opération Nouvel An. Il est également le réalisateur de la plus célèbre série policière de la télévision russe, Les Rues aux lampadaires cassés.
Le film d'Alexandre Rogojkine intitulé Transit (Peregon, 2006) est consacré, à mi-chemin entre la tragicomédie et le film de guerre classique, aux relations entre un avant-poste soviétique de Tchoukotka en Extrême-Orient et les pilotes américaines qui viennent leur livrer des avions depuis l’Alaska dans le cadre du programme Prêt-Bail. Comme pour Le Coucou, Rogojkine privilégie le recours à des acteurs amateurs.
Sa femme, l’éditrice et productrice Ioulia Roumiantseva s'est suicidée le 28 avril 2011,,.

## Filmographie

### Cinéma
- 1979 : Le Frère est arrivé (Брат приехал, Brat priekhal) — court-métrage de 29 minutes
- 1985 : Pour quelques lignes (ru) (Ради нескольких строчек, Radi neskolkikh strotchek)
- 1988 : Miss Millionnaire (ru) (Мисс миллионерша, Miss miliardionercha)
- 1989 : La Garde (Караул, Karaoul)
- 1991 : La Troisième Planète (Третья планета, Tretia planeta)
- 1992 : Le Tchékiste (Чекист, inspiré de la geste de Moïsseï Ouritski, sans le mentionner)
- 1993 : L'Acte (Акт, Akt)
- 1993 : Vivre avec un idiot (ru) (Жизнь с идиотом, Jizn s idiotom)
- 1995 : Les Particularités de la chasse nationale (Особенности национальной охоты)
- 1996 : Opération « Bonne Année » (ru) (Операция «С Новым годом!», Operatsiya «S Novim godom»)
- 1998 : Les Particularités de la pêche nationale (Особенности национальной рыбалки)
- 1998 : Le Poste (Блокпост, Blokpost)
- 1999 : L'Automne de Boldino (Болдинская осень, Boldinskaya osen)
- 2000 : Les Particularités de la chasse nationale pendant l’hiver (Особенности национальной охоты в зимний период)
- 2002 : Le Coucou (Кукушка, Koukouchka)
- 2004 : Sapiens (Сапиенс)
- 2006 : Transit (ru) (Перегон, Peregon)
- 2008 : Le Jeu (ru) (Игра, Igra)

### Télévision
- 1986 : Le Bouton en or (Золотая пуговица, Zolotaya pougovitsa) (court-métrage de 17 minutes)
- 1998 : Les Rues aux lampadaires cassés (Улицы разбитых фонарей) (série télévisée)
- 2000 : Force de choc (ru) (Убойная сила) (série télévisée)
- 2005 : Vivre pour un autre (Своя чужая жизнь, Svoya Tchoujaya jizn) (téléfilm)

## Distinctions

### Récompenses
- Berlinale 1990 : Prix FIPRESCI pour La Garde.
- Festival international du film de Moscou 2002 : prix du meilleur réalisateur, du meilleur acteur et Prix FIPRESCI pour Le Coucou.
- Festival du cinéma russe à Honfleur 2003 : Grand prix et prix du meilleur scénario pour Le Coucou.